# Xylion inflaticauda
Xylion inflaticauda är en skalbaggsart som beskrevs av Pierre Lesne 1901. Xylion inflaticauda ingår i släktet Xylion och familjen kapuschongbaggar. Inga underarter finns listade i Catalogue of Life.